# Сморгонь (футбольный клуб)
«Сморго́нь» (бел. Футбольны клуб «Смаргонь») — белорусский футбольный клуб из одноимённого города Гродненской области. Основан 22 марта 1987 года, в чемпионатах Беларуси участвует с 1992 года, в том числе в высшей лиге.

## Названия
- «Вилия» (1978—1979)
- «Станкостроитель» (1987—1993)
- «Коммунальник» (1993)
- «Сморгонь» (с 1993 года)

## История клуба

### «Вилия» в чемпионатах БССР (1978—1979)
Впервые команда из Сморгони появилась на профессиональной республиканской арене в 1978 году, когда команда под названием «Вилия» приняла участие в первенстве второй зоны чемпионата БССР по футболу. Команда заняла предпоследнее место, набрав в 20 играх 10 очков, уступая по ходу соревнования 0:6, 1:8, 0:8. На следующий год «Вилия» закончила чемпионат последней, записав на свой счёт 6 очков. Откровенно слабое выступление команды в течение двух лет привело к тому, что местное руководство решило отказаться от идеи создания профессиональной футбольной команды на длительный срок.

### «Станкостроитель» в чемпионатах БССР (1987—1991)
Вновь на белорусскую футбольную арену сморгонские футболисты возвратились только в 1987 году. В чемпионате ДФСО профсоюзов БССР стартовала команда под названием «Станкостроитель», которая представляла Сморгонский завод оптического станкостроения. В турнире выступало 18 команд, «Станкостроитель» финишировал на 7 месте. Уже через год команда поднялись на 5 место.
Относительно успешное выступление «Станкостроителя» в чемпионате профсоюзов позволило ему выступить на следующий год во второй лиге чемпионата БССР. Команда была включена во вторую группу, в которой заняла 9 место при 12 участниках. В следующем году команда заняла 3 место среди 16 участников. Последний розыгрыш чемпионата БССР 1991 года сморгонские футболисты завершили на 5 месте.

### В первых чемпионатах Беларуси (1992—1994)
С 1992 года стал проводиться футбольный чемпионат независимой Беларуси, «Станкостроитель» был включён в состав второй лиги (Д2). Команда заняла последнее место. Формат турнира претерпел изменения, некоторые команды снялись с розыгрыша, благодаря чему сморгонцы остались во второй лиге. Однако следующий сезон вновь сложился неудачно — команда снова заняла последнее, 16 место и вылетела в третью лигу (Д3). Из-за экономических трудностей от команды отказался завод оптического станкостроения, футболистов вынуждены были поддержать городские и районные организации. В 1993 году команда вступила в турнир под названием «Коммунальник», а заканчивала, как ФК «Сморгонь» — 17 место из 18 команд с общей разницей забитых и пропущенных мячей 27—80. От поддержки команды отказались власти, в футбольной жизни города вновь наступил перерыв.

### Возрождение команды (1997—2006)
Лишь по прошествии пяти лет футбольная команда из Сморгони вновь приняла участие в чемпионате Беларуси. В 1997 году ФК «Сморгонь» занял первое место в чемпионате Гродненской области (Д4), и было решено на следующий год заявить команду во вторую лигу (Д3) национального чемпионата. Поначалу ставка была сделана на местных игроков, многие из которых играли ещё в составе «Станкостроителя», в том числе 40-летний Дмитрий Максименко. Однако, после того как первый круг «Сморгонь» завершила имея в активе всего 3 очка, команда усилилась игроками из других регионов республики и легионерами с Украины, что позволило в итоге подняться на 12 место при 14 участниках. Следующий сезон был более удачным — 6 место. В сезоне 2000 года ФК «Сморгонь» занял 4 место в группе А и принял участие в финальном турнире за выход в Первую лигу (Д2), где также занял 4 место. Задача повышения в классе была решена в следующем году — 2 место среди 18 команд, и руководству города занялось реконструкцией стадиона в соответствии с требованиями первой лиги.
Дебютный сезон в первой лиге сложился неудачно — 14 место из 16, и было принято решение отказаться от услуг главного тренера команды Андрея Моисейченко, руководившего ФК «Сморгонь» с 1998 года, и пригласить более опытного специалиста. Им стал Владимир Уткин, ранее тренировавший команды в низших российских и украинских лигах. При нём команда выступала довольно удачно — в 2003 и в 2004 годах были завоёваны малые бронзовые медали. Однако руководство клуба и города желала большего — выхода в высшую лигу. Для этой цели в 2005 году в команду был приглашён известный белорусский футбольный специалист Георгий Кондратьев. Авторитет нового тренера позволил привлечь в ФК «Сморгонь» многих опытных игроков. Во многом благодаря этому в 2006 году, с четвёртой попытки, задачу выхода в высшую лигу удалось решить.

### В высшей лиге (2006—2009)
В Высшей лиге белорусского чемпионата сморгонская команда смогла продержаться три сезона. В 2007 году ФК «Сморгонь» занял 10 место, а в следующем — разместился в середине турнирной таблицы на 8 месте. После сезона 2008 года клуб покинул Георгий Кондратьев, возглавивший молодёжную сборную Беларуси, команду принял его помощник, в прошлом игрок ФК «Сморгонь», Александр Лисовский. Тренерский дебют оказался неудачным — команда завершила первый круг на последнем месте с 5-ю очками. Новым тренером стал Александр Бразевич. Кроме того, главный спонсор клуба, ОАО «Сморгоньсиликатобетон», испытывающий экономические проблемы, резко сократил финансирование. Команду покинули многие игроки — состав обновился практически наполовину. Итогом стало расставание с высшей лигой.

### С 2009 года
В начале 2010 года Александр Бразевич покинул пост главного тренера, на его место с другой должности в команде пришёл хорошо знакомый сморгонским болельщикам Геннадий Мардас. Команду покинули практически все игроки. Поэтому решено было сделать ставку на собственных воспитанников, молодых подающих надежду игроков из Гродненской области и некоторых опытных футболистов; создать перспективную базу клуба для последующего возвращения в высшую лигу. По итогам сезона 2011 «Сморгонь» из-за финансовых проблем с трудом сохранила прописку в первой лиге. Команда заняла 11-е место. По завершении чемпионата команду покинул тренерский штаб, а также почти все игроки. Новым главным тренером в феврале 2012 года был назначен Павел Батюто. Специалист до этого уже имел опыт работы в первой лиге: он тренировал «Лиду» и «Белкард». Под руководством уроженца Минска «медведи» стали 10-ми в турнирной таблице, опередив принципиального соперника — «Лиду». Сезон-2013 «Сморгонь» начала во главе с прежним тренером, но в обновлённом составе. Руководство поставило задачу попасть в число шести лучших команд турнира. Задача оказалась выполнена: «Сморгонь» финишировала шестой.
В сезоне 2014 после провального старта команда начала уверенно набирать очки. Во второй половине сезона «Сморгонь» вмешалась в борьбу за третье место, однако не смогла навязать борьбу «Витебску», заняв итоговое 4-е место. В 2015 году «Сморгонь» стала пятой. В начале сезона 2016 команда оказалась в нижней части таблицы. Несмотря на это, «Сморгонь» завершила год на 5-м месте.
В начале 2017 года вместо Николая Рындюка главным тренером команды стал Алексей Дворецкий. После побед в первых двух турах результаты «Сморгони» резко ухудшились. Первую половину сезона команда завершила на последнем месте. По итогам второй половины команда смогла избежать зоны вылета, заняв итоговое 13-е место.
Сезон 2018 «Сморгонь» начала под руководством нового главного тренера Николая Гергеля. После хорошо проведённого стартового отрезка команда опустилась в нижнюю часть турнирной таблицы. В августе Гергель был уволен. На его место вернулся Алексей Дворецкий. «Сморгонь» завершила сезон на 11-м месте из 15.
Начало сезона 2019 выдалось неудачным — команда потерпела шесть поражений в шести первых турах. Дворецкий был уволен. На его место назначили Павла Роднёнка. После этого результаты команды немного улучшились, однако чуть позже «Сморгонь» вновь стала терпеть поражения, завершив сезон на 14-м месте. Впоследствии Павел Роднёнок покинул свой пост.
В сезоне 2020 «Сморгонь» возглавил Вячеслав Геращенко. Команда некоторое время шла в лидерах и возглавляла таблицу Первой лиги, однако позже ряд неудач не позволил занять высокое место. По итогам сезона команда заняла 6-е место.
Сезон 2021 ФК «Сморгонь» провёл в высшей лиге чемпионата Беларуси, но по итогам турнира покинул её.
В октябре 2022 года досрочно вернулся в Высшую лигу.
29 января 2024 новым главным тренером команды назначен Игорь Слесарчук. Его ассистентами стали Сергей Дорохович и Леонид Ковель. 22 апреля 2025 года Сергей Дорохович сменил на посту главного тренера Игоря Слесарчука, ушедшего на аналогичную должность в «Витебск».

## Достижения
Вторая лига (Чемпионат БССР)
- Бронзовый призёр: 1990

Первая лига (Чемпионат РБ)
- Серебряный призёр (2): 2006, 2022
- Бронзовый призёр (3): 2003, 2004, 2005

Вторая лига (Чемпионат РБ)
- Серебряный призёр: 2001

Чемпионат Гродненской области
- Победитель: 1997

## Статистика

### Сводная таблица выступлений сморгонских футбольных команд
| Сезон                          | Лига | И  | В  | Н  | П  | М     | О  | Место   | Кубок | Бомбардиры                    |
| ------------------------------ | ---- | -- | -- | -- | -- | ----- | -- | ------- | ----- | ----------------------------- |
| Чемпионат БССР                 |      |    |    |    |    |       |    |         |       |                               |
| 1978                           | Д1   | 20 | 3  | 4  | 13 | 21-56 | 10 | 10 (11) |       |                               |
| 1979                           | Д1   | 20 | 2  | 2  | 16 | 11-51 | 6  | 11 (11) |       |                               |
| Чемпионат ДФСО профсоюзов БССР |      |    |    |    |    |       |    |         |       |                               |
| 1987                           |      | 34 | 16 | 6  | 12 | 69-60 | 38 | 7 (18)  |       |                               |
| 1988                           |      | 34 | 19 | 7  | 8  | 83-41 | 45 | 5 (18)  |       |                               |
| Чемпионат БССР                 |      |    |    |    |    |       |    |         |       |                               |
| 1989                           | Д2   | 22 | 8  | 3  | 11 | 30-33 | 19 | 9 (12)  |       |                               |
| 1990                           | Д2   | 30 | 16 | 7  | 7  | 54-35 | 39 | 3 (16)  |       |                               |
| 1991                           | Д2   | 28 | 15 | 4  | 9  | 44-36 | 34 | 5 (15)  |       |                               |
| Чемпионат Беларуси             |      |    |    |    |    |       |    |         |       |                               |
| 1992                           | Д2   | 15 | 3  | 1  | 11 | 13-34 | 7  | 16 (16) | 1/16  | Д. Максименко — 4             |
| 1992/93                        | Д2   | 30 | 4  | 5  | 21 | 17-70 | 13 | 16 (16) | 1/16  | Д. Максименко — 6             |
| 1993/94                        | Д3   | 34 | 4  | 9  | 21 | 27-80 | 17 | 17 (18) |       | В. Шимановский — 8            |
| 1997                           | Д4   | 18 | 11 | 3  | 4  | 42-23 | 36 | 1 (10)  |       |                               |
| 1998                           | Д3   | 26 | 6  | 6  | 14 | 26-51 | 24 | 12 (14) |       | В. Видук — 5                  |
| 1999                           | Д3   | 24 | 11 | 8  | 5  | 35-23 | 41 | 6 (13)  |       | В. Видук — 9                  |
| 2000                           | Д3   | 22 | 10 | 5  | 7  | 28-23 | 35 | 4 (21)  | 1/16  | А. Селиванов — 12             |
| 2001                           | Д3   | 34 | 25 | 4  | 5  | 63-16 | 79 | 2 (18)  | 1/16  | В. Шпаковский — 10            |
| 2002                           | Д2   | 30 | 8  | 5  | 17 | 21-36 | 29 | 14 (16) | 1/32  | В. Наливайко — 6              |
| 2003                           | Д2   | 30 | 17 | 7  | 6  | 47-20 | 58 | 3 (16)  | 1/16  | А. Воловик — 9                |
| 2004                           | Д2   | 30 | 14 | 11 | 5  | 49-21 | 53 | 3 (16)  | 1/32  | Д. Верстак — 16               |
| 2005                           | Д2   | 30 | 15 | 9  | 6  | 57-35 | 54 | 3 (16)  | 1/16  | Д. Осипенко — 17              |
| 2006                           | Д2   | 26 | 16 | 7  | 3  | 57-27 | 55 | 2 (14)  | 1/16  | Д. Верстак — 19               |
| 2007                           | Д1   | 26 | 6  | 8  | 12 | 15-29 | 26 | 10 (16) | 1/16  | И. Зюлев — 3                  |
| 2008                           | Д1   | 30 | 10 | 9  | 11 | 26-39 | 39 | 8 (16)  | 1/8   | Д. Колодин — 8                |
| 2009                           | Д1   | 26 | 2  | 9  | 15 | 17-46 | 15 | 14 (14) | 1/8   | Д. Верстак, Д. Колодин — по 3 |
| 2010                           | Д2   | 30 | 8  | 8  | 14 | 33-43 | 32 | 12 (16) | 1/16  | А. Лужанков — 9               |
| 2011                           | Д2   | 30 | 9  | 7  | 14 | 32-45 | 34 | 11 (16) | 1/16  | Н. Фастов — 7                 |
| 2012                           | Д2   | 28 | 7  | 10 | 11 | 23-32 | 31 | 10 (15) | 1/16  | Е. Семёнов — 5                |
| 2013                           | Д2   | 30 | 13 | 7  | 10 | 45-35 | 46 | 6 (16)  | 1/8   | С. Крот — 17                  |
| 2014                           | Д2   | 30 | 13 | 7  | 10 | 42-32 | 46 | 4 (16)  | 1/16  | Н. Рындюк — 18                |
| 2015                           | Д2   | 30 | 15 | 8  | 7  | 60-41 | 53 | 5 (16)  | 1/8   | С. Крот — 13                  |
| 2016                           | Д2   | 26 | 10 | 8  | 8  | 40-39 | 38 | 5 (14)  | 1/8   | С. Крот — 9                   |
| 2017                           | Д2   | 30 | 6  | 11 | 13 | 34-50 | 29 | 13 (16) | 1/16  | А. Руденок — 8                |
| 2018                           | Д2   | 28 | 6  | 10 | 12 | 19-44 | 28 | 11 (15) | 1/16  | П. Демидчик — 5               |
| 2019                           | Д2   | 28 | 4  | 6  | 18 | 27-63 | 18 | 14 (15) | 1/16  | В. Козко — 7                  |
| 2020                           | Д2   | 26 | 10 | 6  | 10 | 26-29 | 36 | 6 (14)  | 1/32  | Е. Савостьянов — 5            |
| 2021                           | Д1   | 30 | 4  | 9  | 17 | 26-66 | 21 | 15 (16) | 1/16  | Р. Пасевич — 5                |
| 2022                           | Д2   | 24 | 16 | 4  | 4  | 46-27 | 52 | 2 (13)  | 1/16  | М. Кравцов — 8                |
| 2023                           | Д1   | 28 | 7  | 3  | 18 | 28-59 | 24 | 11 (15) | 1/16  | М. Дуксо — 8                  |
| 2024                           | Д1   | 30 | 7  | 11 | 12 | 33-51 | 32 | 12 (16) | 1/8   | К. Леонович — 8               |

### Количество сезонов по дивизионам
| Дивизион | Количество сезонов | Последний сезон |
| -------- | ------------------ | --------------- |
| Д1       | 7                  | 2025            |
| Д2       | 19                 | 2022            |
| Д3       | 5                  | 2001            |
| Д4       | 1                  | 1997            |

### Крупнейшие победы и поражения
| Лига                | Победы                                  | Поражения                                 |
| ------------------- | --------------------------------------- | ----------------------------------------- |
| Чемпионаты БССР     | Станкостроитель 6:0 Факел Ошмяны (1989) | Шинник 8:0 Вилия (1978)                   |
| Чемпионаты Беларуси |                                         |                                           |
| Вторая лига         | Смена 0:7 Сморгонь (2001)               | Молодечно-2 10:0 Сморгонь (1993/94)       |
| Первая лига         | Сморгонь 6:0 Слоним-2017 (2017)         | ЗЛиН-Гомель 8:0 Станкостроитель (1992/93) |
| Высшая лига         | Сморгонь 4:1 Слуцк (2024)               | Динамо 7:0 Сморгонь (2023)                |
| Кубок Беларуси      | Ружаны 0:11 Сморгонь (2014)             | БАТЭ 7:0 Сморгонь (2013)                  |

## Основной состав
| 16 | Флаг Беларуси     | Вр  | Владислав Василючек | 1994 |  |  |  |  |  |
| 19 | Флаг Беларуси     | Вр  | Максим Азарко       | 2002 |  |  |  |  |  |
|    |                   |     |                     |      |  |  |  |  |  |
| 3  | Флаг Камеруна     | Защ | Кристиан Интсоен    | 1999 |  |  |  |  |  |
| 4  | Флаг Кот-д’Ивуара | Защ | Мусса Диалло        | 2002 |  |  |  |  |  |
| 5  | Флаг Беларуси     | Защ | Алексей Фирсов      | 2002 |  |  |  |  |  |
| 20 | Флаг Беларуси     | Защ | Владимир Тонкевич   | 2004 |  |  |  |  |  |
| 33 | Флаг Беларуси     | Защ | Алихан Фазылов      | 2000 |  |  |  |  |  |
| 55 | Флаг Беларуси     | Защ | Тимур Дубовик       | 2005 |  |  |  |  |  |
| 77 | Флаг Беларуси     | Защ | Илья Богданович     | 2004 |  |  |  |  |  |
|    |                   |     |                     |      |  |  |  |  |  |
| 2  | Флаг Кот-д’Ивуара | ПЗ  | Мохамед Бамба       | 2005 |  |  |  |  |  |
| 6  | Флаг Кот-д’Ивуара | ПЗ  | Секу Думбия         | 1994 |  |  |  |  |  |
| 8  | Флаг Беларуси     | ПЗ  | Владимир Масловский | 2000 |  |  |  |  |  |

| 13 | Флаг Беларуси     | ПЗ  | Алексей Дайнеко   | 2006 |  |  |  |  |  |
| 15 | Флаг Беларуси     | ПЗ  | Егор Бабич        | 2001 |  |  |  |  |  |
| 17 | Флаг Беларуси     | ПЗ  | Егор Мычелкин     | 2002 |  |  |  |  |  |
| 18 | Флаг Нигерии      | ПЗ  | Хамису Алию       | 2005 |  |  |  |  |  |
| 23 | Флаг Беларуси     | ПЗ  | Артём Станкевич   | 2005 |  |  |  |  |  |
| 25 | Флаг Беларуси     | ПЗ  | Андрей Левковец   | 1996 |  |  |  |  |  |
| 57 | Флаг Беларуси     | ПЗ  | Артур Тишко       | 1996 |  |  |  |  |  |
| 78 | Флаг Беларуси     | ПЗ  | Максим Яблонский  | 1996 |  |  |  |  |  |
| 91 | Флаг Беларуси     | ПЗ  | Максим Будько     | 2004 |  |  |  |  |  |
|    | Флаг Беларуси     | ПЗ  | Матвей Дуксо      | 2003 |  |  |  |  |  |
|    |                   |     |                   |      |  |  |  |  |  |
| 9  | Флаг Беларуси     | Нап | Владислав Чеботар | 2001 |  |  |  |  |  |
| 25 | Флаг Кот-д’Ивуара | Нап | Лама Бамба        | 2005 |  |  |  |  |  |

## Цвета клуба
Расцветка формы менялась несколько раз. «Станкостроитель» в конце 1980-х — начале 1990-х годов играл в зелёных и белых футболках. В таких же цветах играл ФК «Сморгонь» в конце 1990-х. С 2001 по 2007 годы команда одевалась в красно-чёрные либо красно-синие цвета. В 2008 году генеральный спонсор клуба ОАО «Сморгоньсиликатобетон» переодел команду в жёлто-синюю форму.
В данный момент основными цветами ФК «Сморгонь» являются красно-бело-чёрные. В качестве резервной формы клуб использует жёлто-синюю, либо зелёную расцветку.

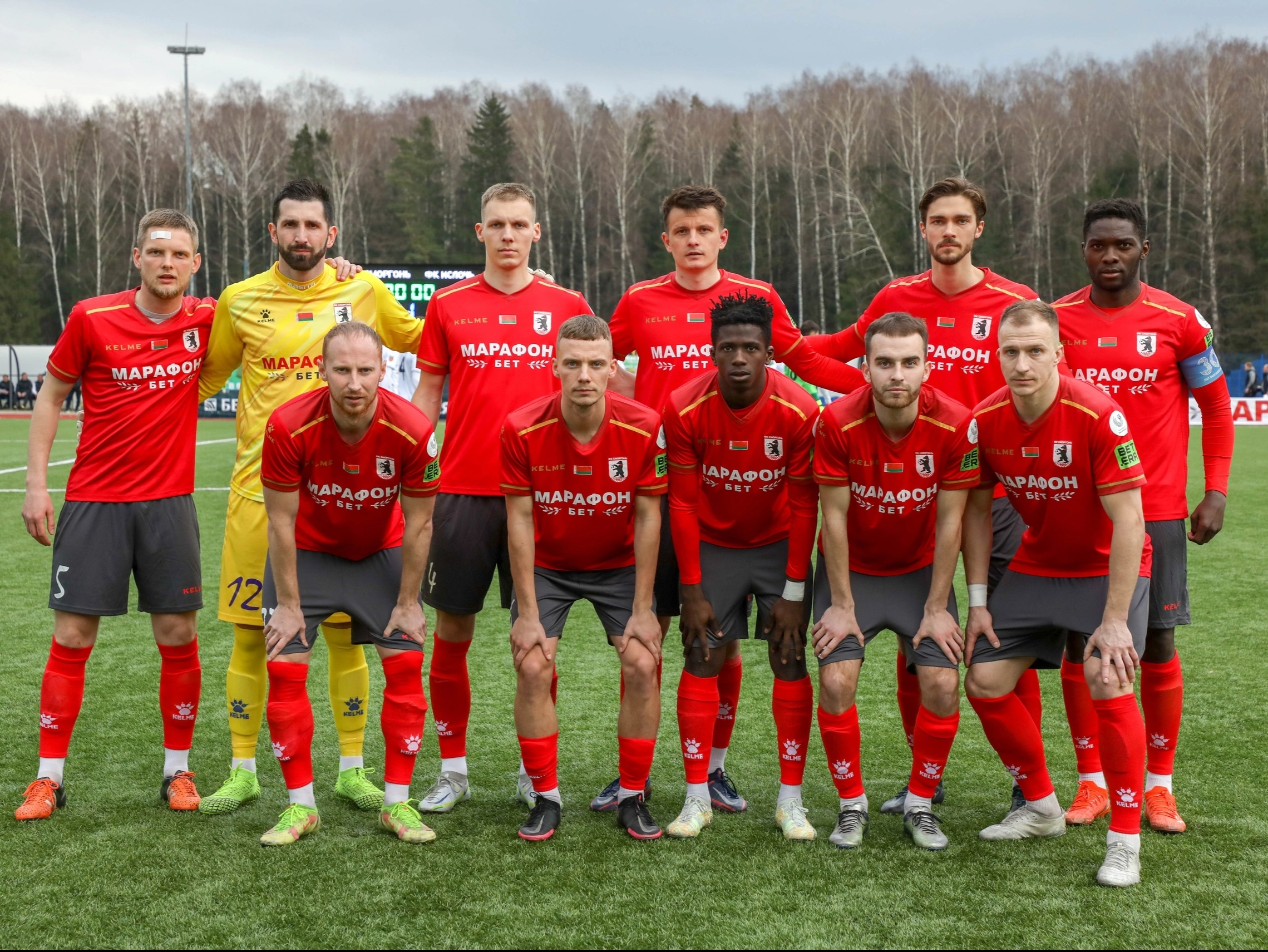
Домашняя форма (сезон 2023)
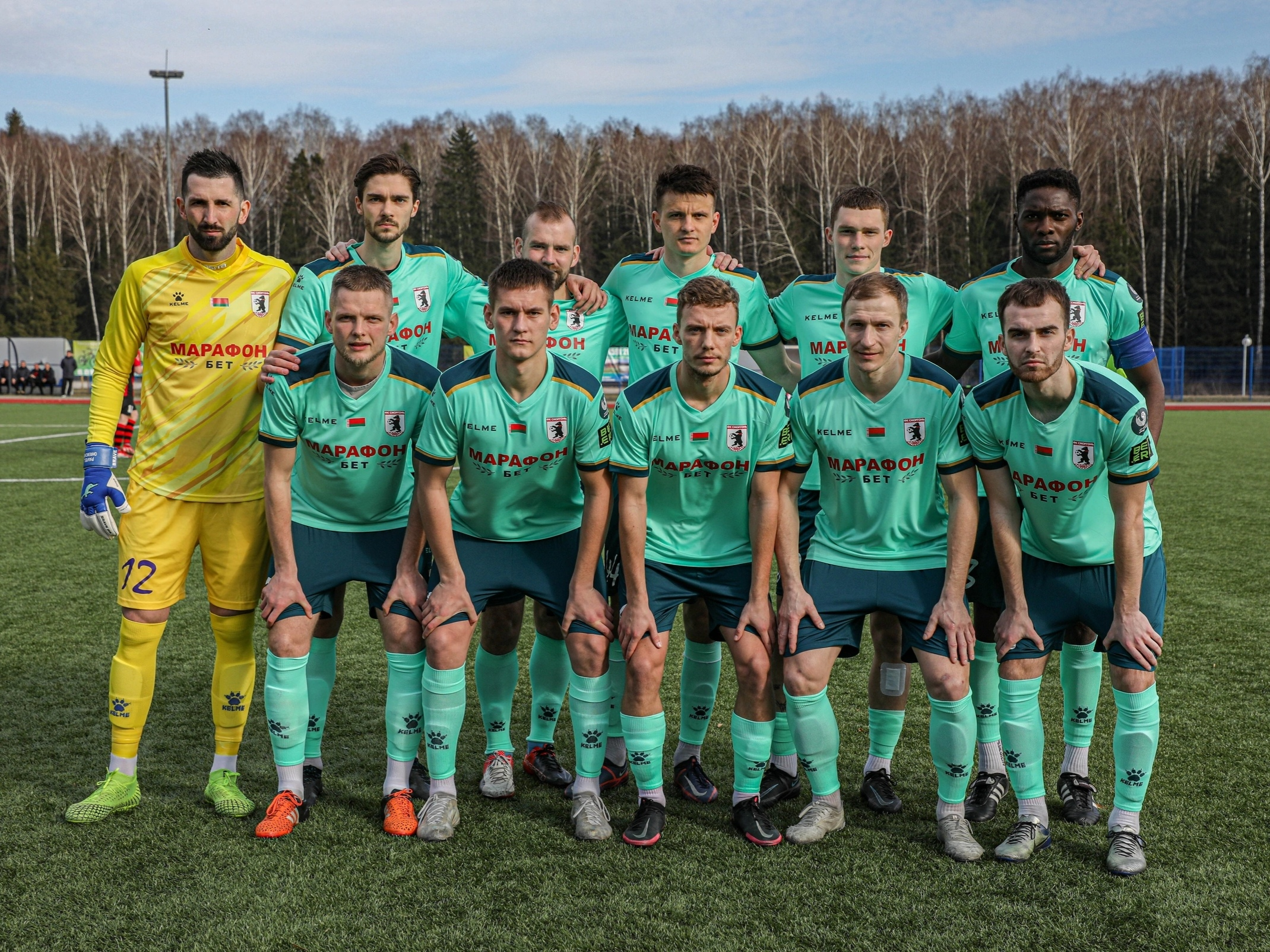
Гостевая форма (сезон 2023)
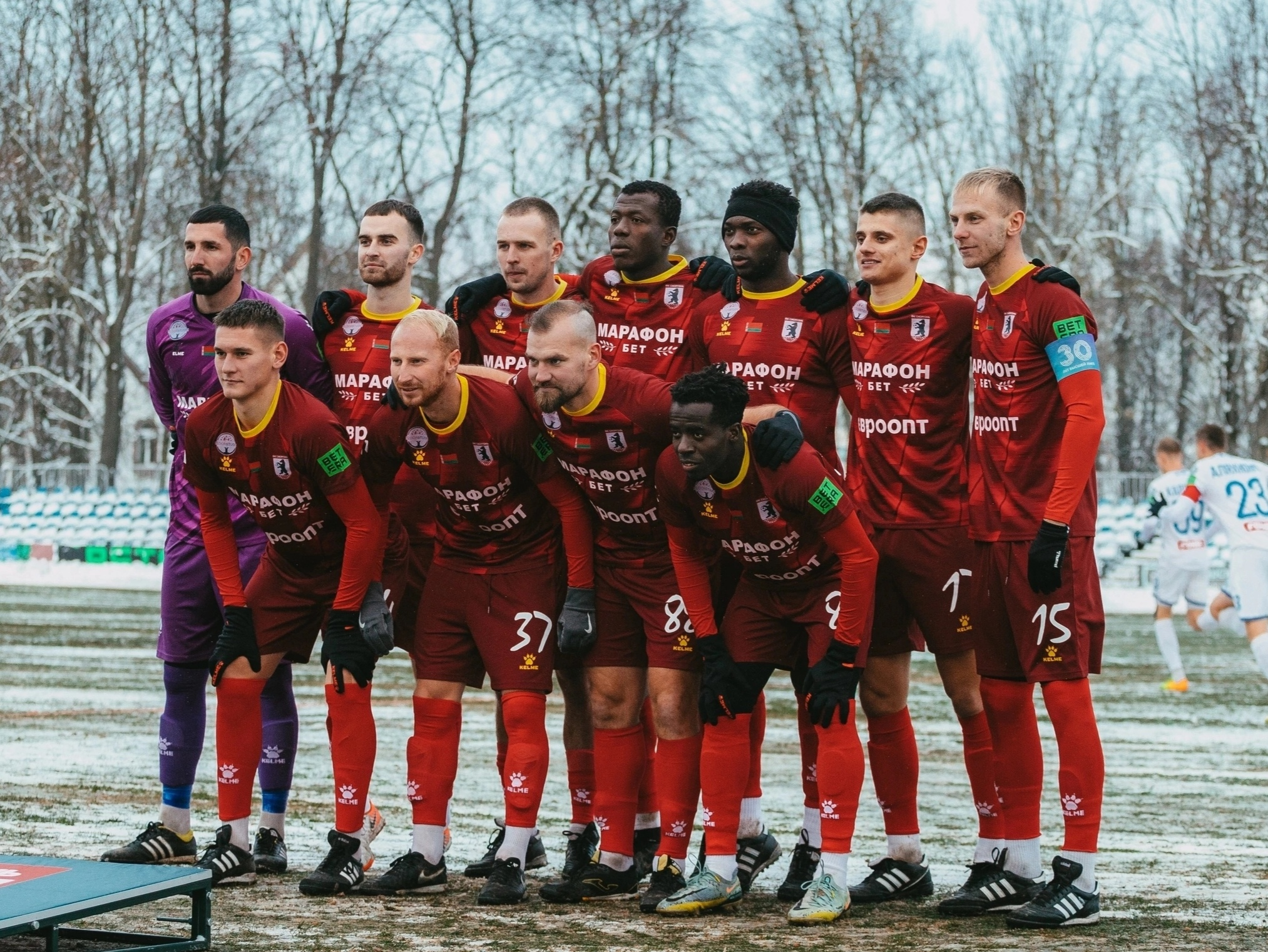
Запасная форма (сезон 2023)
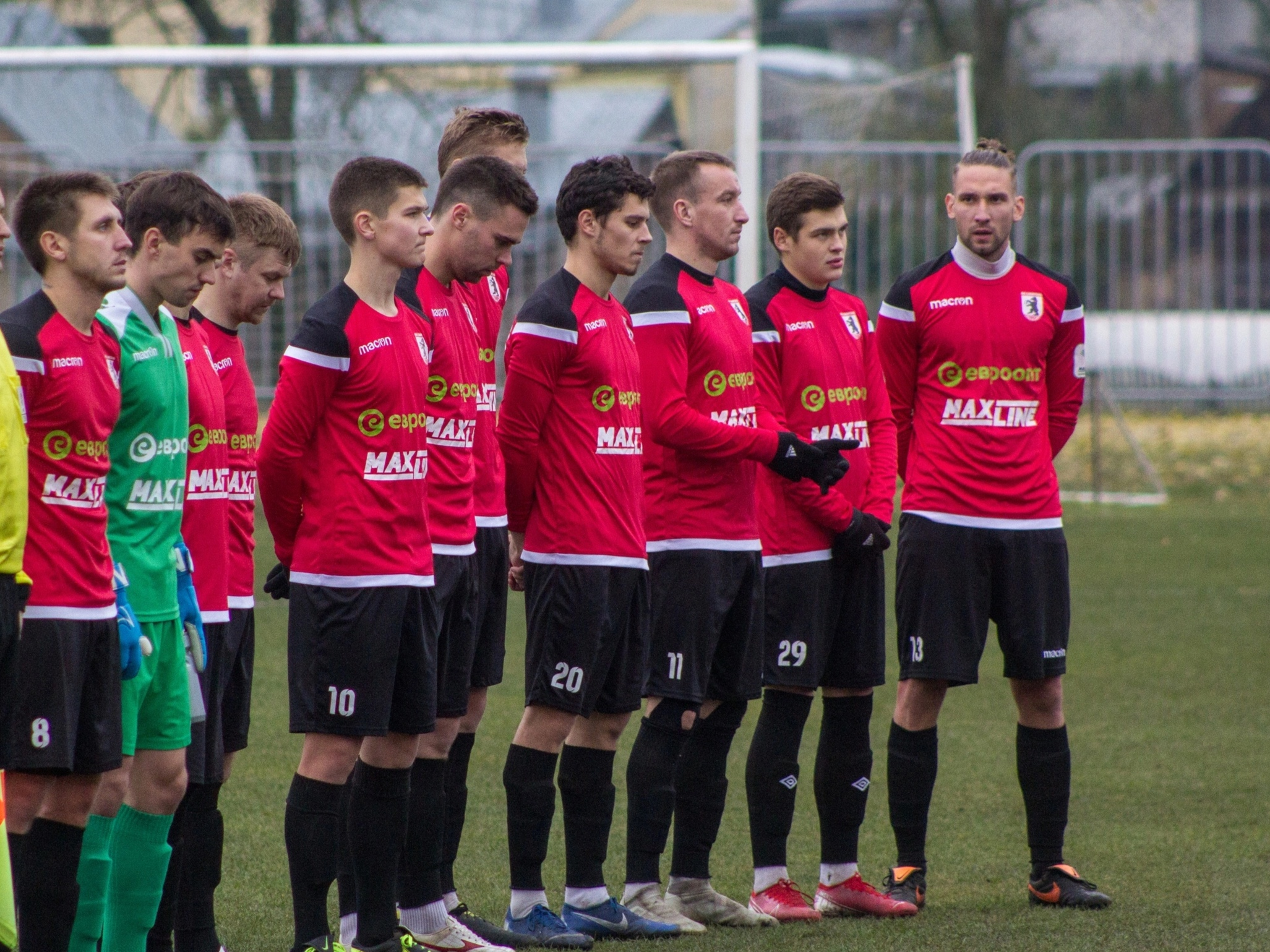
Домашняя форма (сезон 2020)
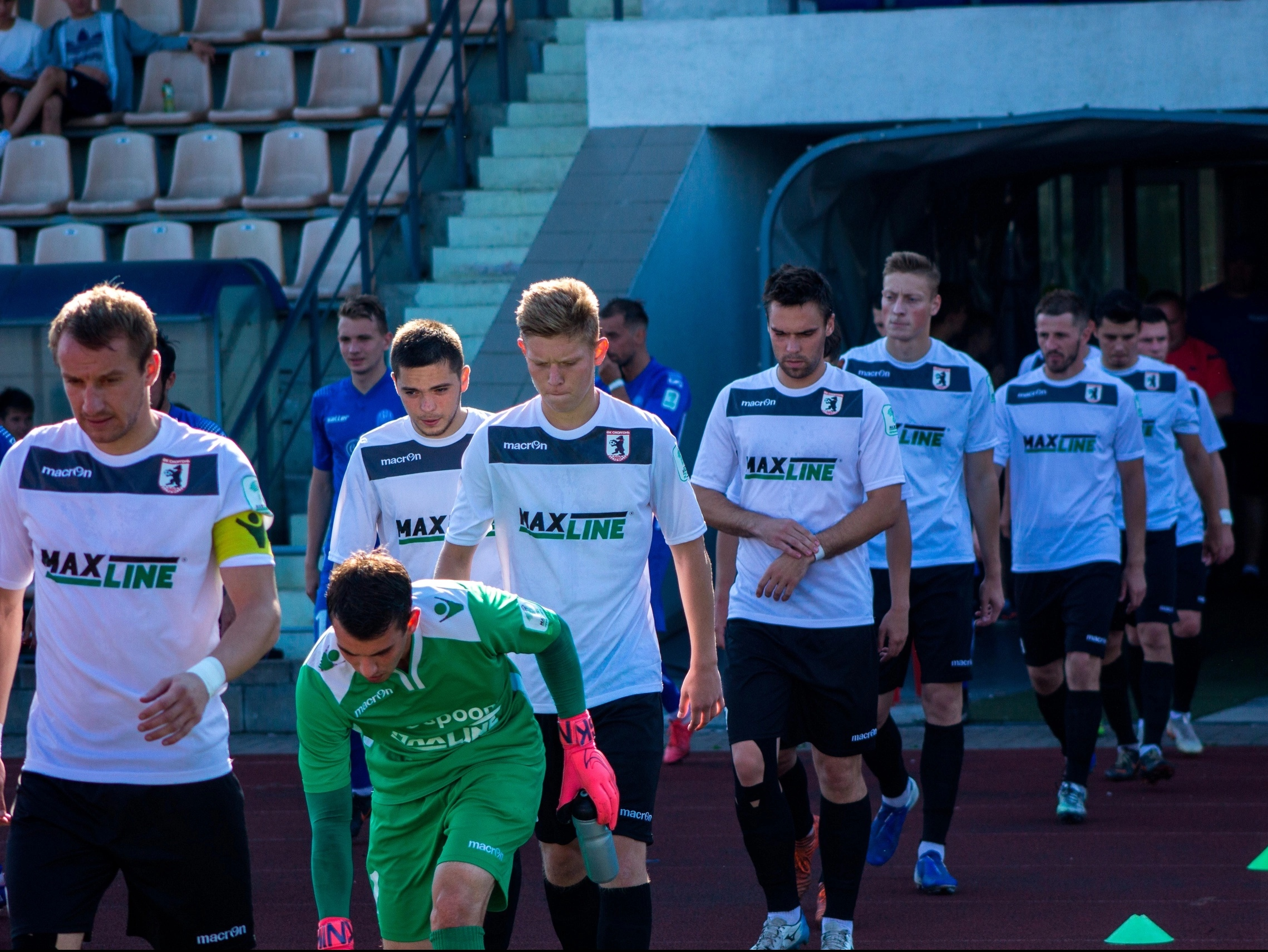
Гостевая форма (сезон 2020)
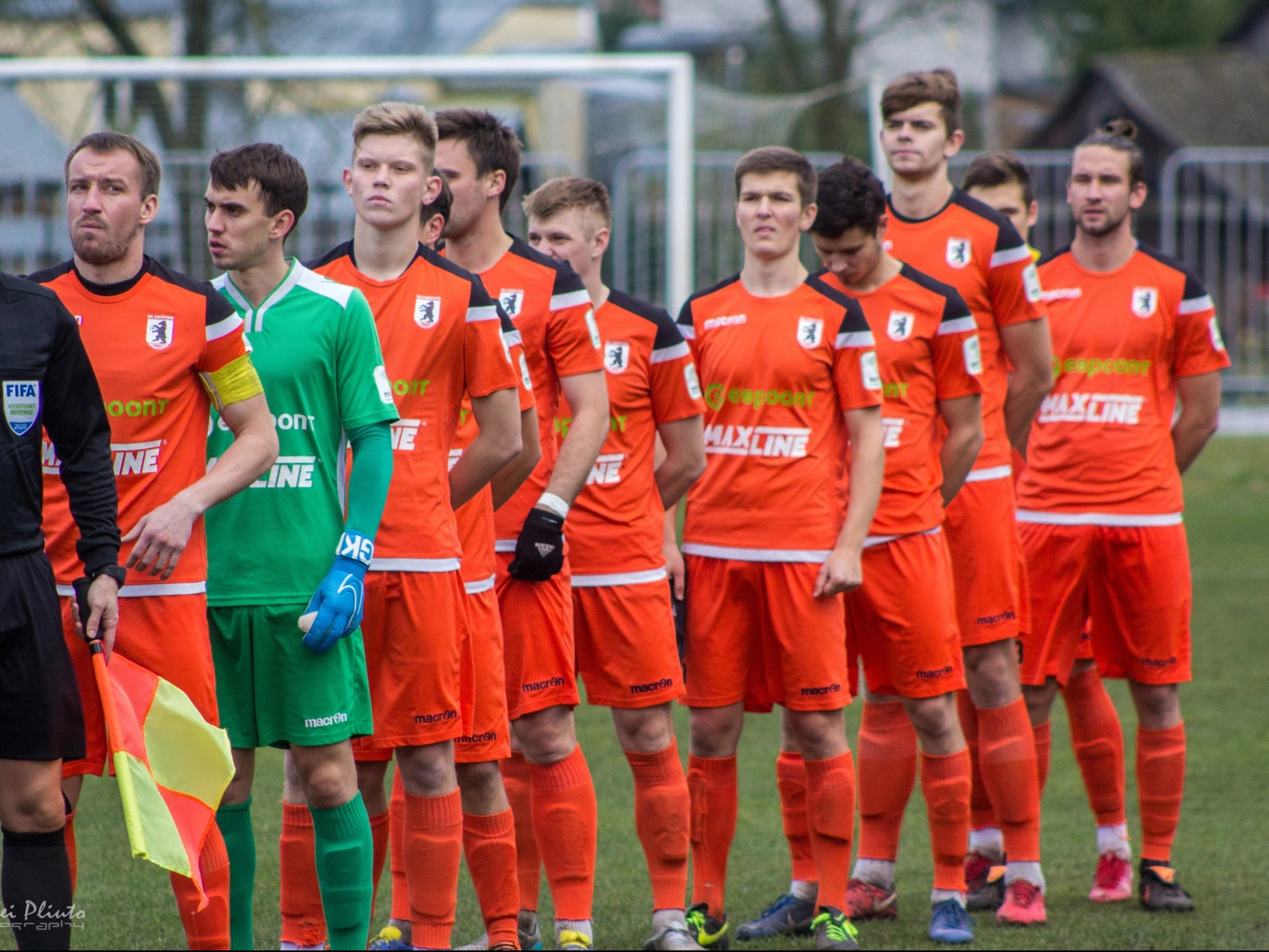
Запасная форма (сезон 2020)
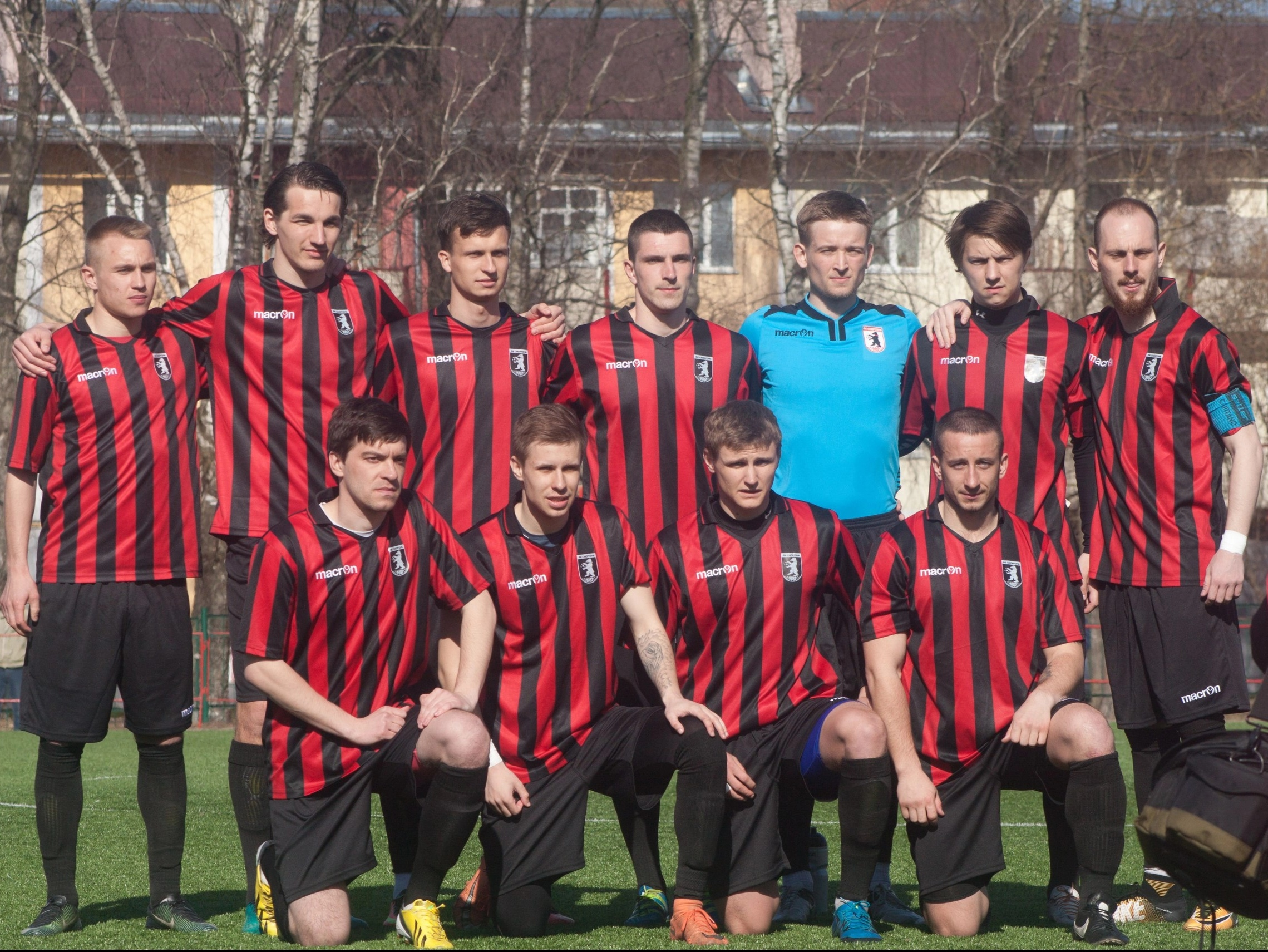
Домашняя форма (сезоны 2014—2018)
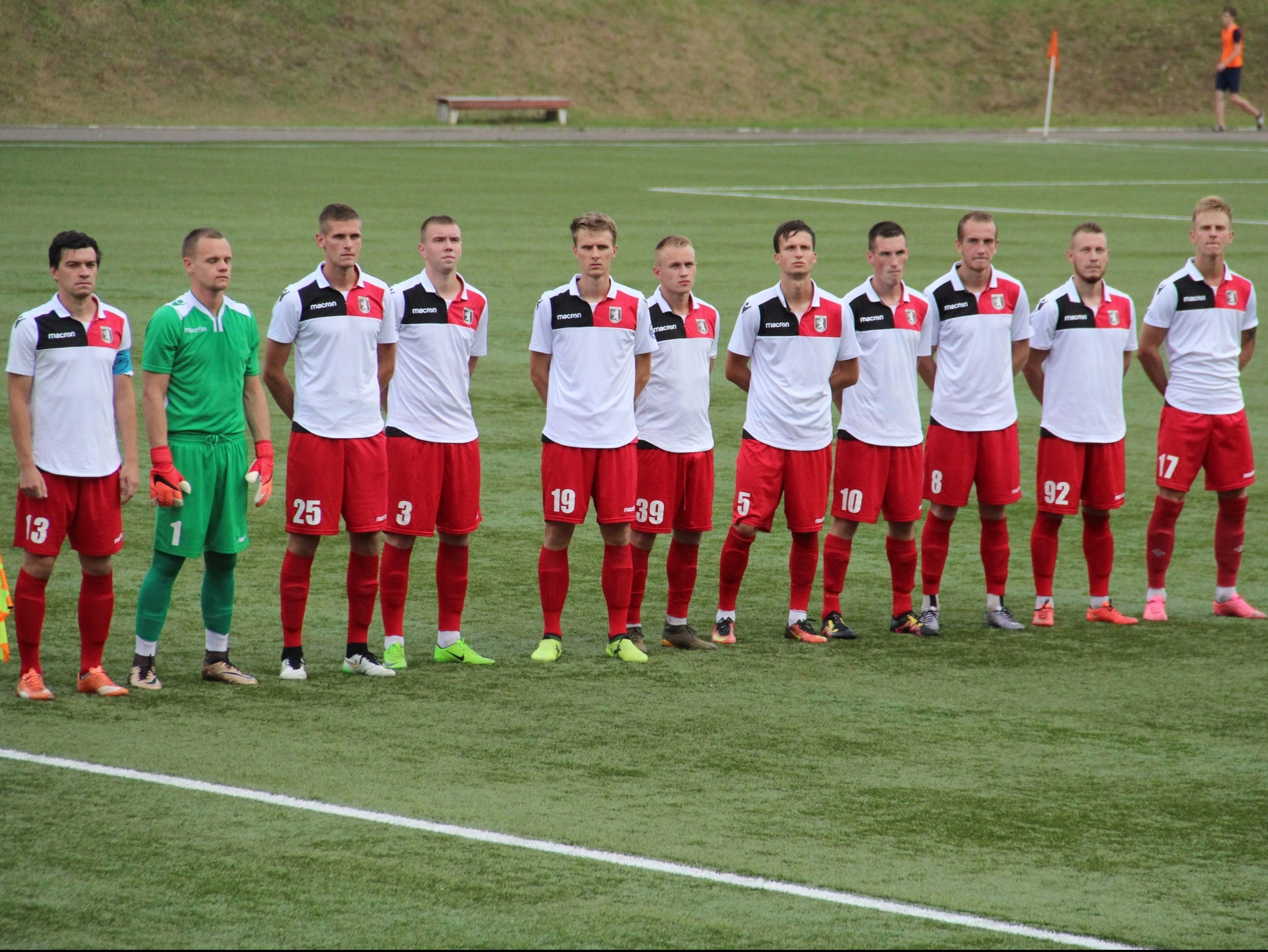
Гостевая форма (сезоны 2014—2018)
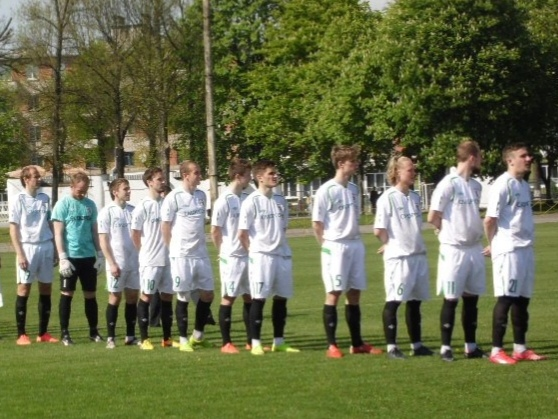
Запасная форма (сезоны 2014—2018)

| Красный | Белый | Чёрный |

## Эмблема клуба
Эмблема футбольного клуба «Сморгонь» представляет собой герб города Сморгонь (пляшущий на раскалённых прутьях медведь, держащий в лапах футбольный мяч), в красной оправе с надписью вверху «ФК СМОРГОНЬ» и с годом возрождения клуба (1987) внизу.

## Стадион
Домашние матчи ФК «Сморгонь» проводит на стадионе ФОК «Юность». Стадион имеет две трибуны — южную и северную — общей вместимостью 2650 мест. Южная трибуна оборудована навесами. Футбольное поле с травяным покрытием окружают беговые дорожки с резиновым покрытием.
В 2005 году стадион «Юность» успешно прошёл процесс лицензирования УЕФА, и получил право принимать матчи юношеских, юниорских и молодёжных сборных команд; матчей Кубка УЕФА и Лиги Чемпионов до 2 отборочного раунда. В 2005 году на сморгонском стадионе прошло два товарищеских матча юниорской сборной Беларуси против своих сверстников из Литвы. В 2006 году арена принимала финал женского розыгрыша Кубка Беларуси. Летом 2012 года прошёл матч Кубка регионов УЕФА между французской и боснийской командами.

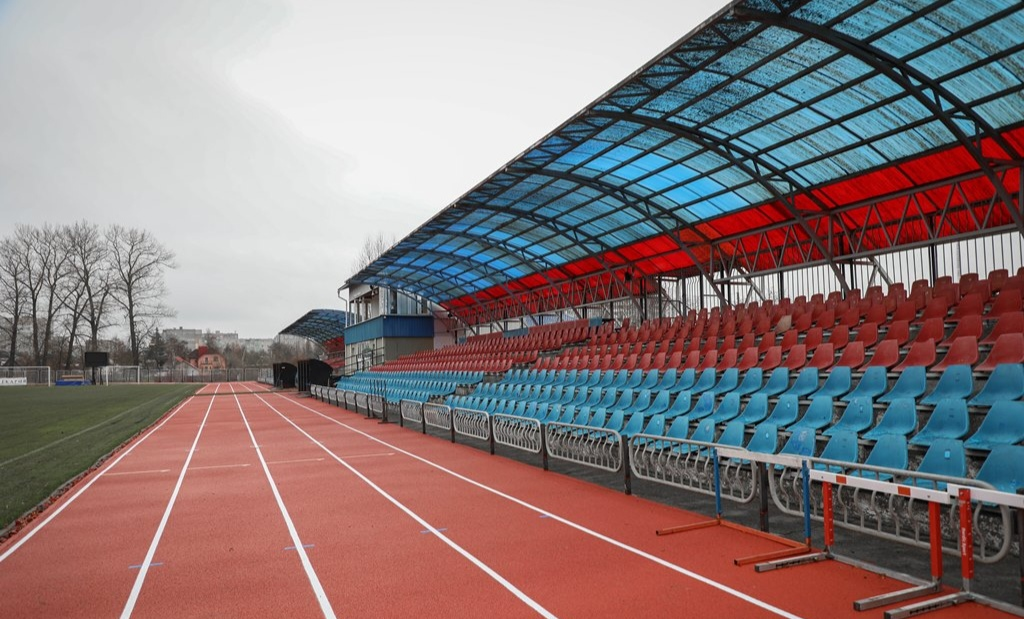
Основная трибуна стадиона Юность (декабрь 2024)
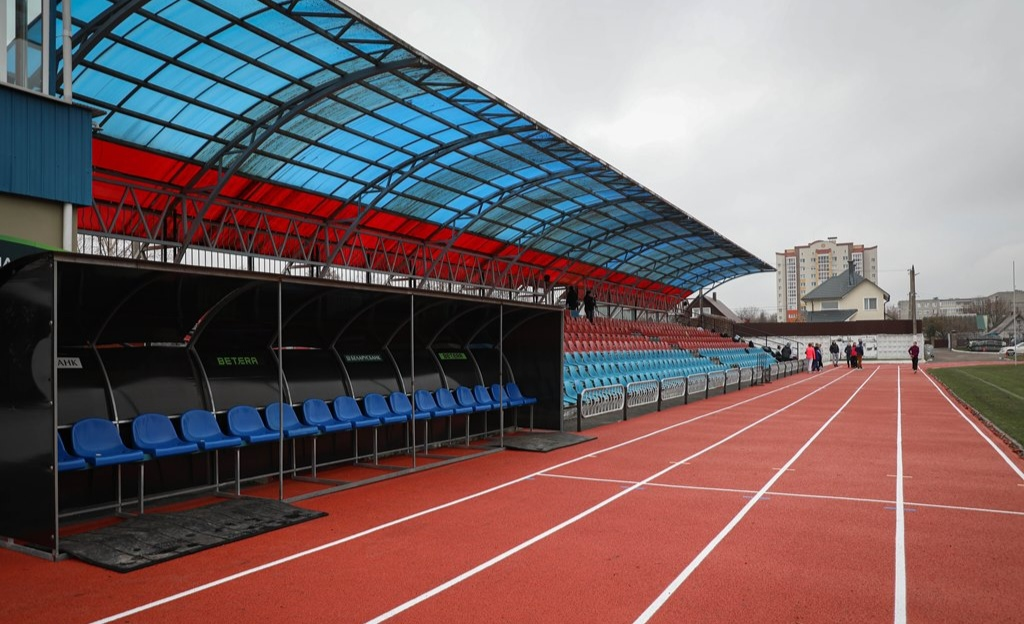
Южная трибуна стадиона Юность (декабрь 2024)
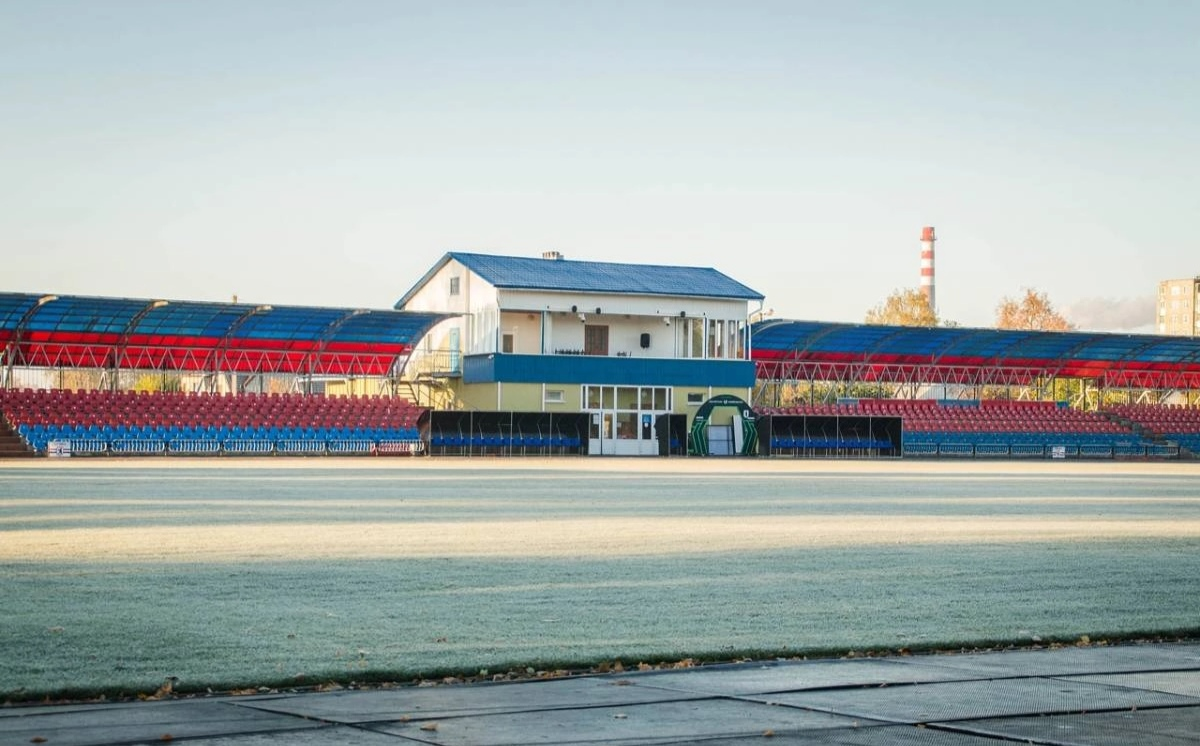
Вид на южную трибуну зимой 2022 г.
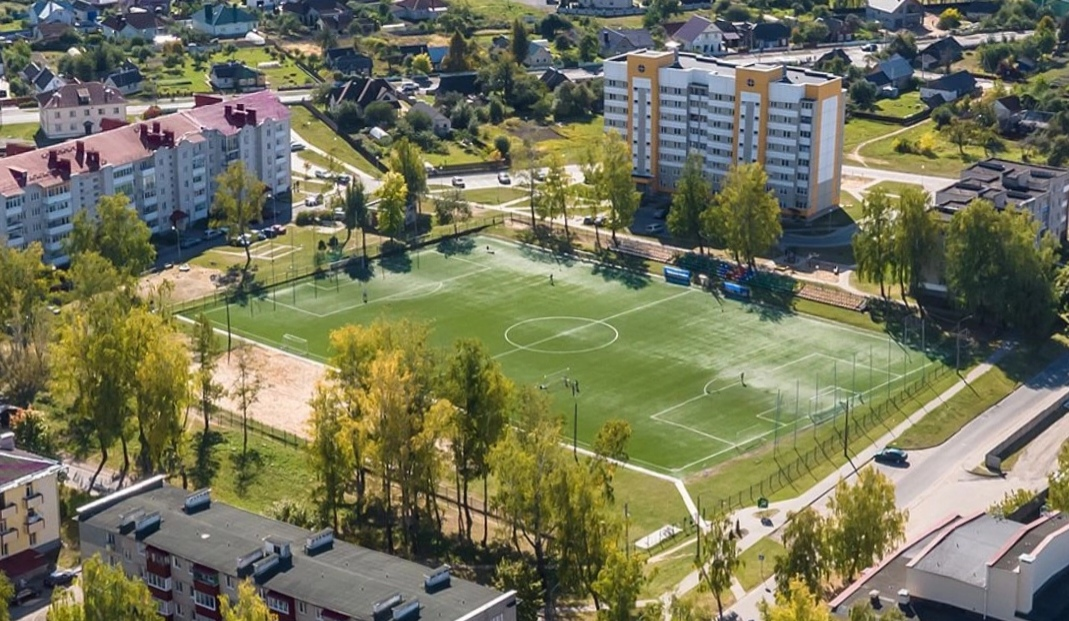
Запасной стадион ДЮСШ

Клуб имеет в распоряжении запасной стадион «ДЮСШ-2» с одной трибуной вместимостью 400 посадочных мест, где проводит предсезонные спарринги. На данном стадионе свои матчи проводят женская команда ФК «Сморгонь», а также дублирующий состав мужской команды.

## Главные тренеры
| Главный тренер                  | Период работы            |
| ------------------------------- | ------------------------ |
| Дудчик Иван Иванович            | 1992 — 1993              |
| Недовес Сергей Николаевич       | 1993 — 1994              |
| Моисейченко Андрей Иванович     | 1998 — 1-я половина 2002 |
| Уткин Владимир Иванович         | 2-я половина 2002—2004   |
| Кондратьев Георгий Петрович     | 2005 — 2008              |
| Лисовский Александр Петрович    | 1-я половина 2009        |
| Бразевич Александр Вячеславович | 2-я половина 2009        |
| Мардас Геннадий Александрович   | 2010 — 2011              |
| Батюто Павел Иосифович          | 2012 — 2014              |
| Рындюк Николай Александрович    | 2015 — 2017              |
| Гергель Николай Васильевич      | 2017 — 2018              |
| Дворецкий Алексей Евгеньевич    | 2018 — 2019              |
| Роднёнок Павел Петрович         | 2019                     |
| Геращенко Вячеслав Леонидович   | 2020 — 2021              |
| Владислав Марьянович Дуксо      | 2021                     |
| Игорь Владимирович Трухов       | 2021 — 2023              |
| Игорь Анатольевич Слесарчук     | 2024 — 2025              |

## Рекордсмены клуба
Данные на 16 февраля 2021 г.
| Лучшие бомбардиры клуба |      |
| Игрок                   | Голы |
| Дмитрий Верстак         | 54   |
| Сергей Крот             | 42   |
| Дмитрий Осипенко        | 31   |
| Николай Рындюк          | 26   |
| Владимир Козко          | 20   |

| Рекордсмены клуба по матчам |       |
| Игрок                       | Матчи |
| Владислав Дуксо             | 231   |
| Дмитрий Триндюк             | 130   |
| Родион Жук                  | 121   |
| Александр Толканица         | 117   |
| Владимир Козко              | 116   |

## Женская команда
Женская команда «Сморгонь» была основана в 2022 году. Выступала в Высшей лиге чемпионата Беларуси по футболу среди женских команд на протяжении трёх сезонов.
Домашние матчи проводила на сморгонском стадионе «ДЮСШ-2». Прекратила существование в конце 2024 года.
| Сезон                                      | Лига | И  | В  | Н | П  | М     | О  | Место   | Кубок | Бомбардиры           |
| ------------------------------------------ | ---- | -- | -- | - | -- | ----- | -- | ------- | ----- | -------------------- |
| Чемпионат Беларуси по футболу среди женщин |      |    |    |   |    |       |    |         |       |                      |
| 2022                                       | Д1   | 27 | 10 | 3 | 14 | 61-64 | 33 | 7 (10)  | 1/2   | Л. Мирошниченко — 14 |
| 2023                                       | Д1   | 30 | 15 | 3 | 12 | 76-65 | 48 | 6 (11)  | 1/4   | Ю. Дубень — 22       |
| 2024                                       | Д1   | 30 | 1  | 1 | 28 | 7-262 | 4  | 11 (11) | 1/4   | Д. Чудакова — 3      |